# Tino Berbig
Tino Berbig (* 7. Oktober 1980 in Jena) ist ein ehemaliger deutscher Fußballtorwart und heutiger -trainer sowie -funktionär. Für den VfL Osnabrück absolvierte er u. a. 62 Spiele in der 2. Fußball-Bundesliga.
Seit Dezember 2018 ist er bei Wacker Nordhausen als sportlicher Leiter angestellt.

## Karriere
Seine Karriere begann Berbig 1988 in der F-Jugend des FC Carl Zeiss Jena. Es folgten erste Erfahrungen auf der U19-Ebene des FC Carl Zeiss Jena, bevor er 1999 in die erste Mannschaft geholt wurde. Dort stand er bis 2004 zwischen den Pfosten. Zur Saison 2004/05 wechselte er zum VfL Osnabrück, für den er 90 Regionalligaspiele und vier Pokalspiele bestritt. Im Juli 2006 wechselte Berbig erneut den Verein und ging zu Dynamo Dresden, wo er jedoch nur 23 Saisonspiele bestritt und schnell nur noch die dritte Kraft im Tor war.
Zur Saison 2007/08 kam Berbig schließlich zurück zum VfL Osnabrück, wo er sich einen Zweikampf um die Nummer eins im Osnabrücker Tor mit Frederik Gößling lieferte. Sein erstes Zweitligaspiel bestritt er am 21. September 2007 gegen den FC Erzgebirge Aue. Nach dem Abstieg 2009 feierte Berbig am 8. Mai 2010 mit Osnabrück den Meistertitel der 3. Liga und damit den Wiederaufstieg in die 2. Liga. Nach dem erneuten Abstieg in der Saison 2010/11 erhielt er in Osnabrück keinen neuen Vertrag mehr. Er hielt sich anschließend bei seinem Jugendverein FC Carl Zeiss Jena fit, wo er am 20. Juli 2011 einen Einjahresvertrag unterschrieb. Als Stammtorhüter bestritt er in der Saison 2011/12 sämtliche 38 Ligaspiele, musste mit dem FC Carl Zeiss jedoch den Abstieg in die Regionalliga Nordost hinnehmen. Am 8. April 2015 verkündete Berbig sein Karriereende zum Saisonende, entschied sich jedoch im Juni zur Fortsetzung seiner Karriere. Er unterschrieb am 16. Juni 2015 gemeinsam mit Vereinskollege Pierre Becken bei Wacker Nordhausen. Nach 76 Pflichtspieleinsätzen für die Thüringer beendete der Torhüter im Herbst 2018 seine aktive Karriere.

## Nach der aktiven Karriere
Bereits kurz nach Ende seiner Laufbahn als Spieler wurde Berbig bei seinem letzten Arbeitgeber Wacker Nordhausen in das Amt des sportlichen Leiters berufen. Gemeinsam mit Matthias Peßolat, dem Co-Trainer der ersten Mannschaft, übernahm er im Winter 2018 sowie im Winter 2019 für einige Zeit interimistisch den Posten des Cheftrainers.

## Bemerkenswertes
Berbig ist als Vertreter der Regionalliga Nordost im Spielerrat der Spielergewerkschaft Vereinigung der Vertragsfußballspieler (VdV).